# Carl Friedrich von Weizsäcker
Carl Friedrich von Weizsäcker (Quiel, 28 de junho de 1912 — Starnberg, 28 de abril de 2007) foi um físico e filósofo alemão. Foi membro do grupo Os Dezoito de Göttingen, que se manifestou em 1957 contra o armamentismo atômico da Alemanha Ocidental.

## Carreira
Ele foi o membro mais longevo da equipe que realizou pesquisas nucleares na Alemanha durante a Segunda Guerra Mundial, sob a liderança de Werner Heisenberg. Há um debate em andamento sobre se ele e os outros membros da equipe buscaram ativa e voluntariamente o desenvolvimento de uma bomba nuclear para a Alemanha durante esse período.
Weizsäcker fez importantes descobertas teóricas sobre a produção de energia em estrelas a partir de processos de fusão nuclear. Ele também fez um trabalho teórico influente sobre a formação planetária no início do Sistema Solar.
No final de sua carreira, ele se concentrou mais em questões filosóficas e éticas, e recebeu várias honras internacionais por seu trabalho nessas áreas.

## Família
Membro da proeminente família Weizsäcker, era filho do diplomata Ernst von Weizsäcker, irmão mais velho do ex-presidente alemão Richard von Weizsäcker, pai do físico e pesquisador ambiental Ernst Ulrich von Weizsäcker e sogro do ex-general Secretário do Conselho Mundial de Igrejas Konrad Raiser.

## Trabalhos
- Zum Weltbild der Physik, Leipzig 1946 (ISBN 3-7776-1209-X), 2002, 14ª edição, renovada e com introdução por de:Holger Lyre
  - tradução para o inglês por Marjorie Grene The World View of Physics, Londres, 1952
  - tradução para o francês Le Monde vu par la Physique, Paris 1956
- Die Geschichte der Natur, Göttingen 1948 (ISBN 3-7776-1398-3)
- Die Einheit der Natur, Munich 1971 (ISBN 3-423-33083-X)
  - tradução The Unity of Nature, Nova York, 1980 (ISBN 0-374-28100-9)
- Wege in der Gefahr, Munich 1976
  - tradução The Politics of Peril, Nova York 1978
- Der Garten des Menschlichen, Munich 1977 (ISBN 3-446-12423-3)
  - tradução The Ambivalence of progress, essays on historical anthropology, Nova York 1988 (ISBN 0-913729-92-2)
- Deutlichkeit: Beiträge zu politischen und religiösen Gegenwartsfragen, Hanser, München, 1978, 1979 (ISBN 3-446-12623-6).
- The Biological Basis of Religion and Genius, Gopi Krishna, Nova York, introdução. por Carl Friedrich von Weizsäcker, que é metade do livro, 1971, 1972 (ISBN 0-06-064788-4)
- Aufbau der Physik, Munich 1985 (ISBN 3-446-14142-1)
  - tradução The Structure of Physics, Heidelberg 2006 (ISBN 1-4020-5234-0; ISBN 978-1-4020-5234-7)
- Der Mensch in seiner Geschichte, Munich 1991 (ISBN 3-446-16361-1)
- Zeit und Wissen, Munich 1992 (ISBN 3-446-16367-0)
- Der bedrohte Friede, 1994 (ISBN 3-446-13454-9)
- Große Physiker, Munich 1999 (ISBN 3-446-18772-3)